# Associació Independent de Joves Empresaris de Catalunya
L'AIJEC és una organització empresarial amb vocació publica, sense ànim de lucre, multisectorial i políticament independent, que treballa per donar veu als emprenedors a través d'un missatge positiu de reivindicació constructiva.
Des de la seva fundació, el 1985, porta aplegant a milers de joves menors de 41 anys amb empresa pròpia de diferents sectors econòmics. L'entitat també aplega empresaris majors de 41 anys dins l'AIJEC + per tal de poder transmetre la seva experiència empresarial a les noves generacions. Els propòsits de l'entitat són representar, gestionar i defensar els interessos del teixit empresarial, promovent el marc adient per fer crear i desenvolupar projectes empresarials sostenibles i amb vocació de creixement. Entre els objectius pels que treballa l'entitat estan promoure els valors de l'emprenedoria i la cultura de l'esforç per dignificar i destacar en positiu la figura de l'empresari com a creador d'oportunitats i representar els joves empresaris davant les diferents institucions.
AIJEC té presència a la junta directiva i el comitè executiu de Foment del Treball Nacional així com de FEPIME, la CEOE i CEPYME, i és membre fundadora de la Confederació Espanyola d'Associacions de Joves Empresaris.
Des de 1993, l'AIJEC reconeix amb el Premi Jove Empresari la tasca dels joves emprenedors. És considerat un dels guardons més importants de l'emprenedoria que se celebren a Catalunya i amb aquest reconeixement, l'Associació de Joves Empresaris de Catalunya vol distingir el treball, l'esforç i la constància dels joves empresaris capaços de generar llocs de treball i impulsar projectes empresarials. Els guardons s'entreguen cada any dins una gala contextualitzada als llocs amb més encant de la ciutat de Barcelona i entre les diferents categories del premi destaquen el Premi jove Empresari i el Premi a la Millor Iniciativa Empresarial. Entre els premiats dels darrers anys com a Jove Empresari destaquen noms com Marc Coloma d'Heura Foods; Elisenda Bou Balust, de Vilynx.
L'AIJEC entrega també el Reconeixement a la Millor Trajectòria Empresarial, que es lliura a un empresari consolidat per distingir la seva carrera; el Reconeixement a la Qualitat Lingüística Empresarial, que premia l'aposta per la llengua catalana en l'àmbit de l'empresa, i el Reconeixement al Futur Jove Empresari, que reconeix un projecte emprenedor treballat per estudiants menors de 18 anys. Des de l'any 2018 es fa entrega també del Reconeixement a l'Emprenedor Social.